# Jacques Henri-Labourdette
Ne doit pas être confondu avec Jean Henri-Labourdette.
Pour les articles homonymes, voir Labourdette.
Jacques Henri-Labourdette est un architecte français, né le 2 juillet 1915 à Paris et mort le 27 mai 2003 à Saint-Laurent-du-Var (Alpes-Maritimes).

## Biographie
Fils de l'industriel carrossier Jean Henri-Labourdette, il fut élève à l’École nationale supérieure des beaux-arts, il entre dans l'atelier de Charles Lemaresquier. Il fonde en 1945 avec Roger Boileau le cabinet Boileau-Labourdette. Celui-ci est transformé en une vaste agence à partir de 1961, comprenant une agence d’architecture (la Suabla) et un bureau d’études techniques (la Sethia). L'agence existe toujours mais sous un autre nom, « Synthèse Architecture ».
Représentant du Mouvement Moderne, Jacques Henri-Labourdette s'est fait connaître en France pour ses réalisations, marquées du sceau du modernisme et de l'innovation technique. Réputé pour ses grands ensembles, il a travaillé en étroite collaboration avec des bailleurs sociaux tels que l'OCIL chargé du 1 % logement ou encore la SCIC, société immobilière de la Caisse des dépôts et consignations. On estime qu'il a construit 65 000 logements au cours de sa carrière.
Il exerce la fonction d'architecte-conseil de l'État pendant 17 ans. Il est nommé en 1968 conseiller technique du ministre de l'Équipement, Albin Chalandon, promoteur de la maison individuelle industrialisée.
Il a été l'époux de Marie Blanche de Montferrand décédé le 09/05/2017. ils ont une fille : Nathalie

## Principales réalisations
- 1949-1952 : reconstruction des quartiers sud de Beauvais
- 1951-1961 : Ancienne gare routière de Clermont-Ferrand avec Valentin Vigneron[2]
- 1955 : Immeuble de l'Épargne de France, Paris
- 1955-1970 : grand ensemble de Lochères à Sarcelles, en collaboration avec Roger Boileau[3]
- 1959-1969 : quartier du Sanitas à Tours (Indre-et-Loire) (3 000 logements)
- 1960 : Tour Albert avec Édouard Albert et Roger Boileau, première tour d'habitation à Paris avec ossature tubulaire en acier[4].
- 1960-1962 : Les Labourdettes, complexe immobilier composé de 3 tours, projet Gaston Castel, cours Belsunce à Marseille (labellisé "Patrimoine du XXe siècle" en 2007)[5]
- 1962-1966 : grand ensemble du Domaine Gazier à Choisy-le-Roi-Orly (Val-de-Marne)
- 1966 : le Clos-Guillaume, Val d'Yerre, Epinay-sous-Sénart (Essonne)
- 1967-1969 : Institut Universitaire de Technologie de Grenoble (devenu IUT A puis IUT1 de Grenoble)

## Publications
- « L’architecte face à l’industrialisation. Vivre son temps », Techniques et architecture, 27e série, no 5, février 1967
- Aventure d'architecte, S.A Éditeur Chiasso, 1975
- « Réflexions sur les tracés urbains : les grands ensembles », Cahiers du CREPIF, no 17, décembre 1986, p. 21-30
- Jacques Henri-Labourdette, architecte - Une vie, une œuvre, éd. Gilletta-Nice-Matin, Nice, 2002, 158 p.